# Eudicella chloe
Eudicella chloe är en skalbaggsart som beskrevs av Achille Raffray 1885. Eudicella chloe ingår i släktet Eudicella och familjen Cetoniidae. Inga underarter finns listade i Catalogue of Life.